# Irvine-Purdie-Methylierung
Die Irvine-Purdie-Methylierung (auch Purdie-Methylierung) ist eine Namensreaktion in der Organischen Chemie, welche 1903 erstmals von James Irvine und Thomas Purdie beschrieben wurde. Bei der Reaktion handelt es sich um eine Methylierung von Kohlenhydraten mit Iodmethan und Silber(I)-oxid.

## Übersichtsreaktion
Bei der Irvine-Purdie-Methylierung wird ein Methylglycosid mit Iodmethan und Silber(I)-oxid zunächst vollständig methyliert, sodass im Zwischenprodukt anstelle der Hydroxidgruppen Ethergruppen stehen. Durch anschließende Hydrolyse wird die anomere Alkylgruppe unter Einführung einer Hydroxidgruppe entfernt. Die Reaktion wird häufig in neutralen Lösungsmitteln unter milden Bedingungen durchgeführt und kann dabei Produkte mit nahezu quantitativer Ausbeute liefern.

## Reaktionsmechanismus
Die Zugabe von Iodmethan und Silber(I)-oxid zu der Verbindung 1 führt zum Ablauf einer nukleophilen Substitution unter Bildung der Verbindung 2, welche eine Ether- anstelle einer Hydroxidgruppe aufweist. Als Nebenprodukte entstehen dabei Silberiodid und Wasser.
Durch weitere Zugabe von Iodmethan und Silber(I)-oxid wird die Verbindung 2 vollständig methyliert. Zu der gebildeten Verbindung 3 wird Salzsäure gegeben, wodurch die anomere Ethergruppe unter Bildung des Intermediates 4 und Abspaltung von Methanol entfernt und mit nachfolgender Hydrolyse durch eine Hydroxidgruppe ersetzt wird. Unter Abspaltung von Salzsäure wird das Reaktionsprodukt 5 erhalten.

## Modifikation
Die Irvine-Purdie-Methylierung wurde 1915 von Walter Norman Haworth modifiziert. In der sogenannten Haworth-Methylierung wird Dimethylsulfat und Natronlauge anstelle von Iodmethan und Silber(I)oxid zur Alkylierung von Zuckern verwendet. Dadurch wird eine kostengünstigere Synthese ermöglicht. Die Haworth-Methylierung hat jedoch den Nachteil, dass sie zeitaufwendig ist, relativ geringe Ausbeuten liefert und die Aufbereitung des Reaktionsproduktes schwierig ist. Edward West und Raymond Holden haben 1934 die Reaktion weiter modifiziert und dabei eine Tetrachlormethan-Lösung in Gegenwart einer höher konzentrierter Natronlauge zu dem zu methylierenden Zucker gegeben.

## Anwendung
Die Reaktion dient im Allgemeinen der Herstellung methylierter Zucker. Diese werden in der Kohlenhydrat-Chemie häufig als Referenzverbindungen verwendet. Insbesondere für die Strukturaufklärung von Polysacchariden spielen Methylierungen eine wichtige Rolle, da beispielsweise durch die Methylierung desselben Polysaccarids über verschiedene Techniken genauere Informationen über den Stoff gewonnen werden können.